# Yōsuke Kawai
Yōsuke Kawai (河井 陽介 Kawai Yōsuke?, Shizuoka, 4 de agosto de 1989) es un futbolista japonés que juega como centrocampista en el Fagiano Okayama de la J2 League.

## Trayectoria

### Clubes
| Club            | País  | Año       |
| --------------- | ----- | --------- |
| Shimizu S-Pulse | Japón | 2012-2021 |
| Fagiano Okayama | Japón | 2022-     |

## Estadística de carrera

### J. League
| Club            | Año   | J. League | J. League | Copa J. League | Copa J. League | Total | Total |
| Club            | Año   | Part.     | Goles     | Part.          | Goles          | Part. | Goles |
| --------------- | ----- | --------- | --------- | -------------- | -------------- | ----- | ----- |
| Shimizu S-Pulse | 2012  | 32        | 0         | 10             | 1              | 42    | 1     |
| Shimizu S-Pulse | 2013  | 32        | 1         | 5              | 0              | 37    | 1     |
| Shimizu S-Pulse | 2014  | 30        | 1         | 5              | 0              | 35    | 1     |
| Shimizu S-Pulse | 2015  | 13        | 0         | 3              | 0              | 16    | 0     |
| Shimizu S-Pulse | 2016  | 37        | 1         | -              | -              | 37    | 1     |
| Shimizu S-Pulse | 2017  | 3         | 0         | 0              | 0              | 3     | 0     |
| Total           | Total | 147       | 3         | 23             | 1              | 170   | 4     |